# Dubusia castaneoventris
Dubusia castaneoventris là một loài chim trong họ Thraupidae.